# Hamid Sourian
Hamid Sourian (in persiano حمید سوریان ریحان‌پور‎; Rey, 24 agosto 1985) è un lottatore iraniano.

## Carriera
Sourian è stato per cinque volte campione del mondo nella lotta greco-romana. Ha incredibilmente vinto sia i Mondiali che i Mondiali juniores nel 2005. È stato anche campione d'Asia nel 2007 e nel 2008.
Sourian era nettamente favorito per vincere la medaglia d'oro nei 55 kg alle Olimpiadi di Pechino 2008, ma fu sconfitto nei quarti di finale dal russo Nazyr Mankiev, futuro vincitore. Sourian fu poi sconfitto nella finale per il bronzo dal sudcoreano Park Eun-Chul, che aveva battuto in precedenza in due differenti finali dei Mondiali. 
Il 5 agosto 2012, ha vinto a Londra 2012 la prima medaglia d'oro olimpica del suo paese nella lotta greco-romana, sconfiggendo in finale l'azero Rovshan Bayramov.

## Palmarès
- Giochi olimpici

2012 - Londra: oro nella categoria fino a 55 kg.
- Campionati mondiali di lotta

2005 - Budapest: oro nella categoria fino a 55 kg.
2006 - Canton: oro nella categoria fino a 55 kg.
2007 - Baku: oro nella categoria fino a 55 kg.
2009 - Herning: oro nella categoria fino a 55 kg.
2010 - Mosca: oro nella categoria fino a 55 kg.
- Campionati asiatici di lotta

2007 - Biškek: oro nella categoria fino a 55 kg.
2008 - Jeju: oro nella categoria fino a 55 kg.